# قائمة قصائد أحمد فضل القمندان

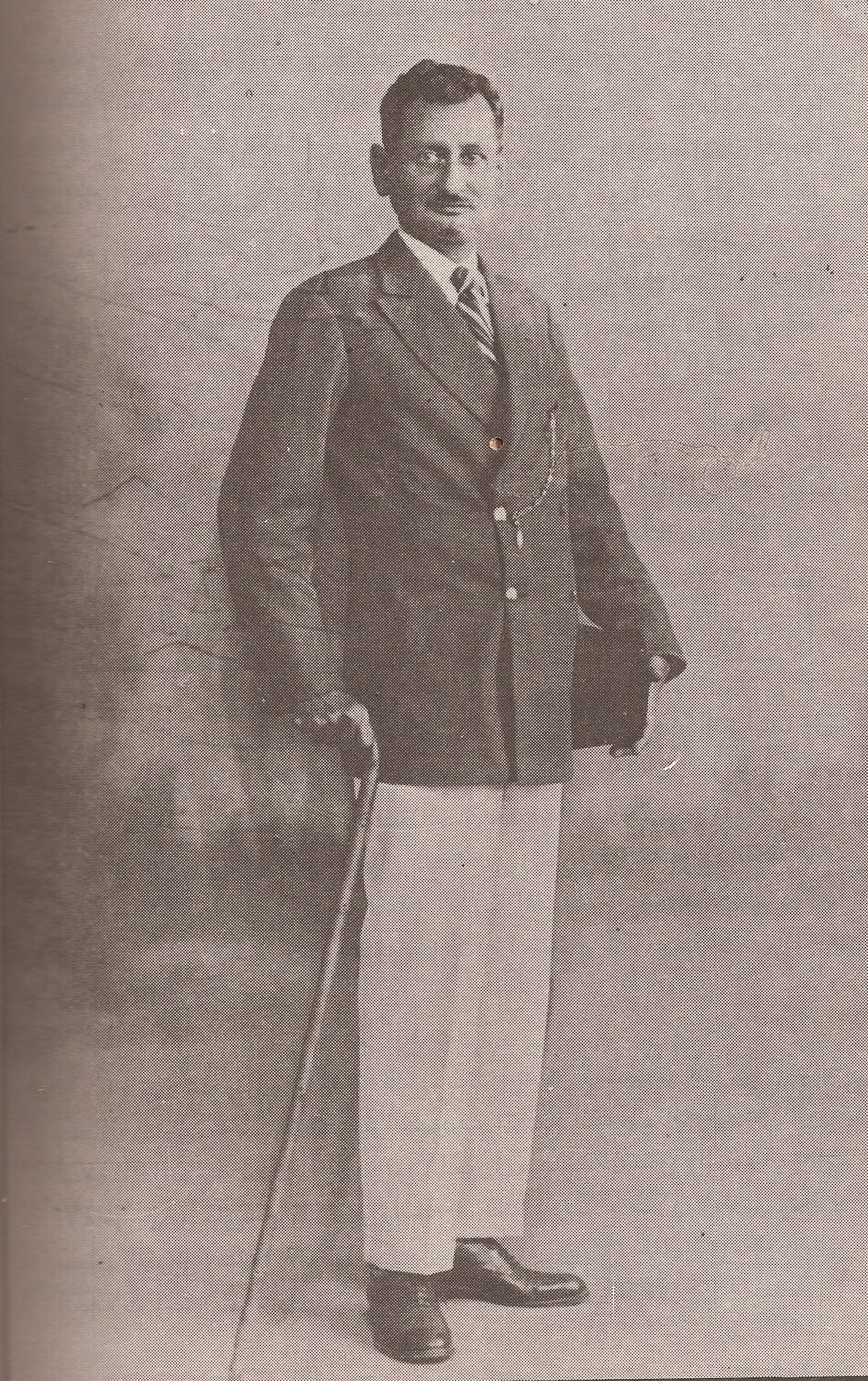
الشاعر اليمني الشعبي أحمد فضل العبدلي (القمندان) (1884-1943). ولد في مدينة الحوطة عاصمة السلطنة العبدلية في تلك الفترة (عاصمة محافظة لحج حاليّاً)، وتعود جذوره إلى عائلة العبدلي التي كانت تحكم السلطنة. تزوج في سنّ صغيرة، وتقلّد قيادة الجيش النظامي عندما كان في التاسعة عشر. ومع إشتعال الحرب العالمية الأولى ودخول العثمانيون للحج لجأ مع عائلته إلى حلفائهم البريطانيون في عدن، وفي المهجر نُصب أخوه سلطاناً، وبعد عودتهم للوطن نصبه أخيه قائد للجيش للمرة الثانية. بعد أن كوّن الجيش قام بتأسيس فرقة موسيقية عسكرية، ومن ثم تخلّى عن منصبه، ليتفرغ للتأليف وقيادة فرقته. اهتم بالزراعة أشدّ الإهتمام. وتوفي في 1943 في التواهي في عدن.

التالي هو قائمة بقصائد الشاعر الأمير أحمد فضل العبدلي (القمندان) (1884-1943)، وعددها 94 قصيدة مكتوبة بلغة عربية فصيحة ولهجة عامّية لحجية، 90 قصيدة منها مضمّنة في ديوانه الوحيد «المصدر المفيد في غناء لحج الجديد» (1938). تأثر القمندان بالشعر الحميني الصنعاني، فقام بإدخال عناصر منه ومن ألوان غنائية يمنية أخرى (الغناء الحضرمي، اليافعي، وأغاني مناطق الريف) إلى الألحان التراثية اللحجية، فقام بخلق نوع غنائي جديد «الغناء اللحجي» الذي يعتبره كثيرون مؤسسه. وإلى جانب الشعر الغنائي الشعبي فقد كتب القمندان الأشعار الوطنية والعسكرية، وكل من قصائد الموشحات والقصائد الزراعية. وبحكم انتمائه للطبقة الحاكمة في مجتمعه ومشاركته الجزئية المختلف عليها في الحكم، فقد ظهرت بعض قصائده تحمل أبعاد سياسية. وقد جاءت بعض من قصائده تعبّر عن قضايا شعبية وتنتقد تصرفات الحكام والمسؤلين في السلطنة العبدلية، وتسرد المصاعب التي يتعرض لها المواطن العادي في حياته اليوميّة. وللمزيد عن أشعار القمندان أضغط هنا.

## حسب الترتيب الهجائي
ملاحظات: قد لا يكون هذا مذكوراً في الجدول لعدم توفّر مصادر تنصّ على ذلك صراحة، إلا أن من المتعارف عليه أنّ معظم القصائد الغنائية التي قام بتأليفها الشاعر لُحّنت من قبله.
القصائد الملوّنة عناوينها بالأزرق السماوي هي التي قام بتأليفها بالعربية الفصيحة ويبلغ عددها 20 قصيدة. والجدول التالي يبين دلالات ألوان خانة عدد الأبيات، والتي تساعد في التمييز بين قصائده من حيث الطول:
| عدد أبيات القصيدة < 11 11 ≤ عدد أبيات القصيدة < 25 25 ≤ عدد أبيات القصيدة |

| [أ] [ب] [ت] [ح] [د] [ذ] [ر] [ز] [س] [ص] [ط] [ع] [غ] [ف] [ق] [ل] [م] [ن] [هـ] [و] [ي] |

| القصيدة                                                                                                 | نصّ          | تاريخ الإنشاء                                                   | مضمنة في                                     | عدد الأبيات | تلحين                                   | غناء | ملاحظات |
| --- | ----------- | --------------------------------------------------------------- | -------------------------------------------- | ----------- | --------------------------------------- | --- | --- |
| "إذا تذكر عهد أحبابه"                                                                                   | ويكي مصدر   | ؟                                                               | "المصدر المفيد في غناء لحج الجديد" (ص. 54)   | 2           | —                                       | — | |
| "اسقني الماء من لماك" (العنوان الأصلي:"نغم موسيقي تركي")                                                | ويكي مصدر   | ؟                                                               | "المصدر المفيد في غناء لحج الجديد" (ص. 37)   | 20          | —                                       | — | |
| "البدرية"                                                                                               | ويكي مصدر   | ؟                                                               | "المصدر المفيد في غناء لحج الجديد" (ص. 20)   | 36          | - أحمد فضل القمندان. - فضل محمد اللحجي. | - فرقة القمندان الموسيقية - محمد مرشد ناجي.                                                                                       | تعتبر من أشهر قصائده. وأثارت عدد من النقاشات والإختلافات بين النقاد المهتمين بفنه، أنظر هنا. واحدة من أولى القصائد التي سُجِّلت في فترة حياته، وقامت بتسجيلها ثلاث شركات وهنّ شركتا التسجيل الألمانيتان أوديون وبيدافون وشركة تسجيل التاج العدني. |
| "الدعاء السلطاني العبدلي"                                                                               | ويكي مصدر   | ؟                                                               | "المصدر المفيد في غناء لحج الجديد" (ص. 15)   | 8           | —                                       | — | اعتبرت هذه القصيدة السلام السلطاني الرسمي للسلطنة العبدلية. |
| "الدعوة إلى التجنيد"                                                                                    | ويكي مصدر   | ؟                                                               | "المصدر المفيد في غناء لحج الجديد" (ص. 17)   | 18          | أحمد فضل القمندان                       | — | أطلقها بعد أن أعاد تكوين الجيش النظامي للسلطنة العبدلية، وتقلد قيادته للمرة الثانية، وفيها يدعو شباب السلطنة إلى الانخراط في الجيش ويدعوهم إلى التجنيد. |
| "الفقيد العظيم"                                                                                         | ويكي مصدر   | ؟                                                               | "المصدر المفيد في غناء لحج الجديد" (ص. 13)   | 14          | —                                       | — | ينعي في هذه القصيدة الملك غازي بن فيصل ملك العراق، وألقاها في حفل تأبين للملك حضره أدباء من لحج وعدن. لم توضع في طبعة 1938 ولم تضمن كذلك في الطبعة الثانية وأُلحقت بالديوان للمرة الأولى في الطبعة الثالثة المنشورة في 1983. |
| "ألف مرحى وألف أهلا وسهلا"                                                                              | ويكي مصدر   | الجمعة 2 ربيع الآخر 1356. ما يوافق 11 يونيو 1937                | "المصدر المفيد في غناء لحج الجديد" (ص. 15)   | 9           | —                                       | — | ألّفها بمناسبة رجوع أخيه السلطان عبد الكريم فضل الثاني من رحلته إلى أوروبا لحضور حفل تتويج الملك جورج السادس. |
| "آن الحصاد"                                                                                             | ويكي مصدر   | ؟                                                               | "المصدر المفيد في غناء لحج الجديد" (ص. 28)   | 6           | —                                       | — | |
| "إن غبت عنكم في الحسيني" (العنوان الأصلي:"أبيات")                                                       | ويكي مصدر   | ؟                                                               | "المصدر المفيد في غناء لحج الجديد" (ص. 19)   | 11          | —                                       | — | كتبها ردّاً على أبيات أرسلها إليه الفنان حسن أفندي يعاتبه فيها على طول غيابه في الحسيني وهو بستان الشاعر القمندان. |
| "إهداء كتاب تلبيس إبليس وتهنئة بالعيد"                                                                  | ويكي مصدر   | ؟                                                               | "المصدر المفيد في غناء لحج الجديد" (ص. 29)   | 4           | —                                       | — | أهدى هذه القصيدة إلى صديقه الشيخ أحمد العبادي مرفقة مع كتاب "تلبيس إبليس" للجوزي بمناسبة حلول العيد. |
| "أي بلبل في الهوى" (العنوان الأصلي:"نغم موسيقي تركي")                                                   | ويكي مصدر   | ؟                                                               | "المصدر المفيد في غناء لحج الجديد" (ص. 35)   | 7           | أحمد فضل القمندان                       | فرقة القمندان الموسيقية | |
| "أيها النجل المنار الزاهي"                                                                              | ويكي مصدر   | ؟                                                               | "المصدر المفيد في غناء لحج الجديد" (ص. 23)   | 4           | —                                       | — | يرحب بها بالسيّد عبد الله علوي الذي ذهب مع أخي الشاعر السلطان عبد الكريم فضل إلى أوروبا في رحلة لعلاج الأمير فضل ابن السلطان. |
| "باتحمم على شاطئ البحيرة"                                                                               | ويكي مصدر   | رجب 1357. ما يوافق أغسطس/سبتمبر 1938                            | "المصدر المفيد في غناء لحج الجديد" (ص. 93)   | 8           | حسن أفندي                               | - فيصل علوي. - عبود خواجة (2008، ألبوم كامل وصوفه).                                                                               | |
| "بس باتوب"                                                                                              | ويكي مصدر   | ؟                                                               | "المصدر المفيد في غناء لحج الجديد" (ص. 45)   | 14          |                                         | - فيصل علوي. - أيوب طارش. | |
| "بكير يا تين"                                                                                           | ويكي مصدر   | شعبان 1357. ما يوافق سبتمبر/أكتوبر 1938.                        | "المصدر المفيد في غناء لحج الجديد" (ص. 96)   | 23          |                                         | - فيصل علوي. | |
| "تابع قضية المواتر"                                                                                     | ويكي مصدر   | صفر 1349. ما يوافق يونيو/يوليو 1930                             | "المصدر المفيد في غناء لحج الجديد" (ص. 41)   | 36          | —                                       | — | قصيدة مكمّلة لقصيدة سابقة له كتبها قبل عام من تاريخ إنشاء هذه القصيدة تحت عنوان "في قضية المواتر" (أنظر حرف الفاء). |
| "تاج شمسان"                                                                                             | ويكي مصدر   | ؟                                                               | "المصدر المفيد في غناء لحج الجديد" (ص. 26)   | 18          |                                         | - مسعد أحمد حسين اللحجي. - فضل ميزر خميس. - مجموعة إنشاد عدن. - فيصل علوي.                                                        | |
| "تحية الوطن العبدلي"                                                                                    | ويكي مصدر   | جمادى الثاني 1357. ما يوافق يوليو/أغسطس 1938                    | "المصدر المفيد في غناء لحج الجديد" (ص. 88)   | 34          |                                         | | |
| "تشطير أبيات العود"                                                                                     | ويكي مصدر   | ؟                                                               | "فصل الخطاب في إباحة العود والرباب" (ص. 15)  | 20          |                                         | | نشرت في كتيبه فصل الخطاب، وفيها يدافع عن الغناء وينفي تحريمه في الشرع الإسلامي ويؤكد أن الله أحلّه لجميع الخلق ومنذ غابر الأزمنة بدافع الضرورة والحاجة، ويؤكد على عدم وجود نصّ صريح يحرم الغناء. |
| "تلك المكارم لا قعبان من لبن"                                                                           | ويكي مصدر   | ؟                                                               | "المصدر المفيد في غناء لحج الجديد" (ص. 28)   | 8           |                                         | | يهنّئ فيها الأديب اليمني محمد علي إبراهيم لقمان بإنشائه لصحيفة فتاة الجزيرة التي كانت تصدر في عدن. |
| "تهنئة الأمير مهدي بن علي"                                                                              | ويكي مصدر   | ؟                                                               | "المصدر المفيد في غناء لحج الجديد" (ص. 24)   | 18          |                                         | | |
| "حالي واعنب رازقي"                                                                                      | ويكي مصدر   | رجب 1357. ما يوافق أغسطس/سبتمبر 1938                            | "المصدر المفيد في غناء لحج الجديد" (ص. 91)   | 13          |                                         | - فضل محمد اللحجي. - مهدي درويش. - فيصل علوي. - عبود خواجه. - عمر الهدار. - يحيى عنبه. - سالم بامدهف.                             | |
| "حالي يا عسل نوب"                                                                                       | ويكي مصدر   | الإثنين 15 ذو القعدة 1356. ما يوافق 17 يناير 1938               | "المصدر المفيد في غناء لحج الجديد" (ص. 82)   | 16          |                                         | - فيصل علوي. - صالح العنتري. - خديجة معاذ. - أحمد بن أحمد قاسم.                                                                   | |
| "دار الذي تهواه" (العنوان الأصلي:"يا مرحبا بالهاشمي")                                                   | ويكي مصدر   | رجب 1338. ما يوافق مارس/إبريل 1920                              | "المصدر المفيد في غناء لحج الجديد" (ص. 49)   | 12          |                                         | - فيصل علوي. - مهدي درويش | |
| "دام الهناء"                                                                                            | ويكي مصدر   | شعبان 1358. ما يوافق سبتمبر/أكتوبر 1939                         | "المصدر المفيد في غناء لحج الجديد" (ص. 104)  | 57          | - أحمد فضل القمندان - فضل محمد اللحجي.  | - فيصل علوي. | |
| "ذنوب سيدي ذنوب"                                                                                        | ويكي مصدر   | جمادى الثاني 1358. ما يوافق يوليو/أغسطس 1939                    | "المصدر المفيد في غناء لحج الجديد" (ص. 101)  | 18          |                                         | - فيصل علوي. | |
| "رب اصلح لنا الشأن"                                                                                     | ويكي مصدر   | جمادى الأول 1349. ما يوافق سبتمبر/أكتوبر 1930                   | "المصدر المفيد في غناء لحج الجديد" (ص. 56)   | 16          |                                         | | |
| "رقصة الدحفة (ليتني يا حبيبي)"                                                                          | ويكي مصدر   | ؟                                                               | "المصدر المفيد في غناء لحج الجديد" (ص. 67)   | 7           |                                         | - فضل محمد اللحجي. - عبود خواجة.                                                                                                  | |
| "ريد وايت أند بلو" (العنوان الأصلي:"نغم موسيقي إنكليزي")                                                | ويكي مصدر   | ؟                                                               | "المصدر المفيد في غناء لحج الجديد" (ص. 36)   | 20          |                                         | | |
| "زاد الهوى زاد يا مولى الشراع"                                                                          | ويكي مصدر   | رمضان 1357. ما يوافق أكتوبر/نوفمبر 1938                         | "المصدر المفيد في غناء لحج الجديد" (ص. 110)  | 10          |                                         | - مسعد أحمد حسين اللحجي. - عبود خواجة.                                                                                            | |
| "سرى الهوى في الحسيني" (العنوان الأصلي:"يا طير كف النياح")                                              | ويكي مصدر   | ربيع الأول 1343. ما يوافق سبتمبر/أكتوبر 1924                    | "المصدر المفيد في غناء لحج الجديد" (ص. 53)   | 11          |                                         | - فضل محمد اللحجي. - فيصل علوي.                                                                                                   | |
| "سقى الله وادي الغزلان"                                                                                 | ويكي مصدر   | ؟                                                               | "المصدر المفيد في غناء لحج الجديد" (ص. 100)  | 8           |                                         | | |
| "صابر على عهدي وباموت"                                                                                  | ويكي مصدر   | ؟                                                               | "المصدر المفيد في غناء لحج الجديد" (ص. 54)   | 13          |                                         | - عبود خواجة. | |
| "صابر على ما فيني يا ظنيني"                                                                             | ويكي مصدر   | ؟                                                               | "المصدر المفيد في غناء لحج الجديد" (ص. 75)   | 10          |                                         | - عمر محفوظ غابه. | |
| "صادت عيون المها"                                                                                       | ويكي مصدر   | ؟                                                               | "المصدر المفيد في غناء لحج الجديد" (ص. 68)   | 56          | أحمد فضل القمندان                       | - فضل محمد اللحجي. - محمد مرشد ناجي. - فيصل علوي.                                                                                 | تعد أولى القصائد التي تجمع ألحانها بين الغناء الصنعاني والغناء اللحجي التراثي. وتعتبر هذه القصيدة - وخاصة الأبيات الأولى منها - مثالاً نموذجيّاً لدان الدحيف (نوع موسيقي). |
| "طبت يالمظنون"                                                                                          | ويكي مصدر   | ؟                                                               | "المصدر المفيد في غناء لحج الجديد" (ص. 78)   | 19          |                                         | - مسعد أحمد حسين اللحجي. - محمد سعد صنعاني. - فيصل علوي. - عبد القادر بامخرمه. - أحمد الشلن. - حسين محب.                          | |
| "طلبنا الله ذي يغفر ويرحم" (العنوان الأصلي:"نغم يافعي")                                                 | ويكي مصدر   | 1333 في التقويم الهجري. ما يوافق 1915/1914 في التقويم الميلادي. | "المصدر المفيد في غناء لحج الجديد" (ص. 30)   | 40          |                                         | - فيصل علوي. | كتبها عندما تقدّمت القوات العثمانية المعادية بقيادة الجنرال علي سعيد باشا بمعاونة بعض من أعراب اليمن صوب حوطة لحج عاصمة السلطنة العبدلية بهدف الوصول إلى عدن التي كانت قاعدة البريطانيون في اليمن والجزيرة. تعدُّ هذه القصيدة أقدم القصائد المنسوبة إليه، ألَّفها عندما كان لا يزال قائداً للجيش النظامي أثناء الحرب العالمية الأولى. في سياق انتقاده للأئمة الزيدية في الشمال لمساندتهم العثمانيين في اجتياحهم للحج، أطلق القمندان كلمة "شوافع" بمعنى شافعيون على نفسه وجيشه، في تلميح له أنَّ هذه الحرب لها أبعاد طائفية دينية غير الأبعاد السياسية، وحاول البعض أن يدافع عن القمندان بوضع عدة تفسيرات للفظ تنفي عنه أن يكون طائفياً. |
| "طلبنا الله ذي ينزل ويرفع" (العنوان الأصلي:"جواب على عبد الله بن علي اليافعي")                          | ويكي مصدر   | 1336 في التقويم الهجري. ما يوافق 1918/1917 في التقويم الميلادي  | "المصدر المفيد في غناء لحج الجديد" (ص. 32)   | 38          |                                         | | أطلقها جواباً على قصيدة للشاعر "عبد الله بن علي اليافعي" بعد أن ألَّف الأخير قصيدة يهنئ فيها أخي الشاعر القمندان على تولّيه الحكم، بينما كان لا يزال في الملجأ في عدن. ويتحدث الشاعر في هذه القصيدة عن معركة كوت العمارة الثانية، التي حصلت في لواء العمارة في العراق خلال الحرب العالمية الأولى بين العثمانيين من جهة والبريطانيين من جهة أخرى، يهنئ فيها الشعب العراقي على الانتصار على العثمانيين. |
| "طلعت أنوار لحج من عدن" (العنوان الأصلي:"بمناسبة استقبال السلطان عبد الكريم فضل")                       | ويكي مصدر   | الثلاثاء 4 محرم 1343. ما يوافق 5 أغسطس 1924                     | "المصدر المفيد في غناء لحج الجديد" (ص. 22)   | 30          |                                         | | كتبها بمناسبة رجوع أخيه السلطان عبد الكريم فضل الثاني مع السيد عبد الله علوي من أوروبا، بعدما ذهب إليها ليعالج ابنه الأمير فضل. |
| "طيب يا زين"                                                                                            | ويكي مصدر   | جمادى الثاني 1358. ما يوافق يوليو/أغسطس 1939                    | "المصدر المفيد في غناء لحج الجديد" (ص. 103)  | 12          |                                         | - فيصل علوي | |
| "عسى ساعة هني بين عدن وبمبي"                                                                            | ويكي مصدر   | ؟                                                               | "المصدر المفيد في غناء لحج الجديد" (ص. 111)  | 10          | أحمد فضل القمندان                       | - فيصل علوي. - عبود خواجة. | تأتي ألحان هذه القصيدة منسجمة مع دان الدحيف (نوع موسيقي). |
| "على المحبين شني يا مطر نيسان"                                                                          | ويكي مصدر   | شعبان 1357. ما يوافق سبتمبر/أكتوبر 1938                         | "المصدر المفيد في غناء لحج الجديد" (ص. 94)   | 16          |                                         | - فيصل علوي. | |
| "عندما عُدِمَ الصيد"                                                                                       | ويكي مصدر   | 1344 في التقويم الهجري. ما يوافق 1925/1926 في العقويم الميلادي. | —                                            | 15          |                                         | | كتب هذه القصيدة عندما انعدمت الأسماك من الأسواق، وفيها يسائل الحكومة حول هذه المسألة، ويتسائل ساخراً ما إذا جفّ البحر أو هجم الجراد على الأسماك. |
| "عيني تحاديك يا سلطان في نوبه"                                                                          | ويكي مصدر   | ؟                                                               | "المصدر المفيد في غناء لحج الجديد" (ص. 108)  | 5           | فيصل علوي.                              | - فيصل علوي. | |
| "غزلان في الوادي" (العنوان الأصلي:"يا مرحبا بالهاشمي")                                                  | ويكي مصدر   | شوال 1345. ما يوافق أبريل/مايو 1927                             | "المصدر المفيد في غناء لحج الجديد" (ص. 52)   | 7           | أحمد فضل القمندان.                      | - سعودي أحمد صالح. - فيصل علوي (1966). - عمر الهدار. - عبد القادر بامخرمة. - محسن أحمد مهدي. - أحمد يوسف الزبيدي. - إبراهيم حبيب. | |
| "في قضية المواتر"                                                                                       | ويكي مصدر   | صفر 1348. ما يوافق يوليو/أغسطس 1929                             | "المصدر المفيد في غناء لحج الجديد" (ص. 40)   | 24          |                                         | | يطالب فيها بإصلاح الطرق، بعد أن رفعت الحكومة السكّة الحديدية الواصلة بين لحج وعدن، ومن ثم أرسلها إلى أخيه السلطان عبد الكريم الذي كان يقضي في تلك الفترة إجازة في البصرة. |
| "قفاك يا خلي ذي النفس تعبانه"                                                                           | ويكي مصدر   | جمادى الأول 1349. ما يوافق سبتمبر/أكتوبر 1930                   | "المصدر المفيد في غناء لحج الجديد" (ص. 56)   | 10          |                                         | - فيصل علوي. | |
| "قفيت واناسع القامة ودمعي يسيل"                                                                         | ويكي مصدر   | ؟                                                               | "المصدر المفيد في غناء لحج الجديد" (ص. 100)  | 16          |                                         | - عبد القادر بامخرمة. | |
| "قل لمن مل هوانا" (العنوان الأصلي:"عراض لقل لمن مل هوانا")                                              | ويكي مصدر   | ؟                                                               | "المصدر المفيد في غناء لحج الجديد" (ص. 27)   | 7           |                                         | - إبراهيم محمد الماس. | |
| "لما متى تبكي يا قلبي المجروح" (العنوان الأصلي:"زف لحجي قديم")                                          | ويكي مصدر   | ؟                                                               | "المصدر المفيد في غناء لحج الجديد" (ص. 85)   | 10          |                                         | - فيصل علوي. - موضي الشمراني. - عبود خواجة. - تركي العبد الله.                                                                    | |
| "ليه تنكروني من الدحقة ونا سير"                                                                         | ارفعها هنا! | في آخر سنين حياته                                               | —                                            | ؟           |                                         | محمد سعد صنعاني. | كتبها في آخر حياته عندما تعرضت أعماله للإهمال وانخفضت شعبيته كثيراً، ويتحدث فيها عن ذلك. |
| "ليه طبعك صبح مقلوب"                                                                                    | ويكي مصدر   | ؟                                                               | "المصدر المفيد في غناء لحج الجديد" (ص. 116)  | 15          | فيصل علوي.                              | - فيصل علوي. - أيوب طارش. | |
| "ليه ولهان"                                                                                             | ويكي مصدر   | رجب 1357. ما يوافق أغسطس/سبتمبر 1938                            | "المصدر المفيد في غناء لحج الجديد" (ص. 90)   | 20          |                                         | | |
| "ليه يا خاطري ليه البكا ليه ما شان"                                                                     | ويكي مصدر   | ؟                                                               | "المصدر المفيد في غناء لحج الجديد" (ص. 90)   | 8           |                                         | - فيصل علوي. - عبود خواجة. - جميلة سعد. - محمد باسويد. - بيحان محمد علوي.                                                         | |
| "ما حيلة القلب لحر النوى"                                                                               | ويكي مصدر   | ؟                                                               | "المصدر المفيد في غناء لحج الجديد" (ص. 26)   | 7           |                                         | | |
| "محبة الحقل"                                                                                            | ويكي مصدر   | ؟                                                               | "المصدر المفيد في غناء لحج الجديد" (ص. 18)   | 14          |                                         | | |
| "مرحباً مرحباً الهمام الجمالي" (العنوان الأصلي:"بمناسبة رجوع السيد علوي بن حسن من صنعاء")                 | ويكي مصدر   | ؟                                                               | "المصدر المفيد في غناء لحج الجديد" (ص. 25)   | 15          |                                         | | ألّفها بمناسبة رجوع السيّد علوي بن حسن من مدينة صنعاء. |
| "مليح يا زين"                                                                                           | ويكي مصدر   | رمضان 1357. ما يوافق أكتوبر/نوفمبر 1938                         | "المصدر المفيد في غناء لحج الجديد" (ص. 97)   | 62          |                                         | - فضل محمد اللحجي. - فيصل علوي. - عبود خواجة. - جعفر حسن. - نادر الجرادي. - فؤاد الكبسي. - فؤاد عبد الواحد. - دخون. - حسين محب.   | |
| "من بعد الصفا ياخلي والمودة شليت الجفاء"                                                                | ويكي مصدر   | ؟                                                               | "المصدر المفيد في غناء لحج الجديد" (ص. 65)   | 44          |                                         | - مسعد أحمد حسين اللحجي. | غنَّاها مسعد أحمد حسين لأول مرة في 1939، تحت عنوان "با اتخبر عليكم يا احبابي فين انتو ليه غائبين"، سجَّلتها شركة التاج العدني. |
| "من بعد ما سار الهلي قلبي تعب"                                                                          | ويكي مصدر   | ؟                                                               | "المصدر المفيد في غناء لحج الجديد" (ص. 107)  | 20          |                                         | - فيصل علوي. | |
| "من لحظك الفتان" (العنوان الأصلي:"يا مرحبا بالهاشمي")                                                   | ويكي مصدر   | رجب 1345. ما يوافق يناير/فبراير 1927                            | "المصدر المفيد في غناء لحج الجديد" (ص. 51)   | 6           |                                         | | |
| "مني مساء الخير" (العنوان الأصلي:"نغم يافعي ضرب جديد")                                                  | ويكي مصدر   | ؟                                                               | "المصدر المفيد في غناء لحج الجديد" (ص. 109)  | 26          |                                         | | |
| "نجيم الصباح"                                                                                           | ويكي مصدر   | ؟                                                               | "المصدر المفيد في غناء لحج الجديد" (ص. 57)   | 48          |                                         | - مسعد أحمد حسين اللحجي. - أحمد يوسف الزبيدي.                                                                                     | |
| "نشيد محبة الوطن"                                                                                       | ويكي مصدر   | ؟                                                               | "المصدر المفيد في غناء لحج الجديد" (ص. 16)   | 8           | أحمد فضل القمندان                       | فرقة القمندان الموسيقية | أُتخذت هذه القصيدة النشيد الوطني الرسمي للسلطنة العبدلية، وتعتبر إحدى رموزها الوطنية. |
| "نغم (سال لحسان)"                                                                                       | ويكي مصدر   | جمادى الثاني 1357. ما يوافق يوليو/أغسطس 1938                    | "المصدر المفيد في غناء لحج الجديد" (ص. 87)   | 14          |                                         | | |
| "هاجس"                                                                                                  | ويكي مصدر   | ؟                                                               | "المصدر المفيد في غناء لحج الجديد" (ص. 18)   | 2           |                                         | | |
| "هيثم عوض قال"                                                                                          | ويكي مصدر   | ؟                                                               | "المصدر المفيد في غناء لحج الجديد" (ص. 74)   | 12          |                                         | - مسعد أحمد حسين اللحجي. | |
| "وابوزيد"                                                                                               | ويكي مصدر   | ربيع الأخر 1354. ما يوافق يوليو/أغسطس 1935                      | "المصدر المفيد في غناء لحج الجديد" (ص. 59)   | 72          |                                         | - مسعد أحمد حسين اللحجي. - محمد محمد باسويد.                                                                                      | قام مسعد أحمد حسين اللحجي، عضو في فرقة القمندان الموسيقية، بغناء وتسجيل هذه الأغنية للمرة الأولى في عام 1938، وفق عقد جمعه مع شركة التسجيل الألمانية أوديون. وبعد ذلك بسنة واحدة أعاد غناء مقطع مقتص من القصيدة ذاتها، قامت بتسجيله شركة التاج العدني، تحت عنوان جديد هو "سال حطوب وادي تبن"، وهو بادئة الدور الذي تبدأ القطعة المقتصة منه. |
| "واعلى امحنا واعلى امحنا"                                                                               | ويكي مصدر   | ؟                                                               | "المصدر المفيد في غناء لحج الجديد" (ص. 76)   | 30          |                                         | - مسعد أحمد حسين اللحجي. | |
| "وانا بري من ذنوبه"                                                                                     | ويكي مصدر   | ؟                                                               | "المصدر المفيد في غناء لحج الجديد" (ص. 55)   | 9           |                                         | | |
| "وسيم الخدود" (العنوان الأصلي: نغم وسيم الخدود)                                                         | ويكي مصدر   | جمادى الثاني 1357. ما يوافق يوليو/أغسطس 1938                    | "المصدر المفيد في غناء لحج الجديد" (ص. 86)   | 26          |                                         | | |
| "وينك بامعك"                                                                                            | ويكي مصدر   | ؟                                                               | "المصدر المفيد في غناء لحج الجديد" (ص. 44)   | 15          |                                         | | |
| "يا الله بالفرح دوب"                                                                                    | ويكي مصدر   | ؟                                                               | "المصدر المفيد في غناء لحج الجديد" (ص. 79)   | 28          |                                         | - مسعد أحمد حسين اللحجي. | |
| "يا حمام الحيط غني"                                                                                     | ويكي مصدر   | ؟                                                               | "المصدر المفيد في غناء لحج الجديد" (ص. 114)  | 21          |                                         | | |
| "يا حيد ردفان" (العنوان الأصلي:"تهنئة الأمير نصر بانتصاره على العامل يحيى وإسترداد الضالع" "نغم يافعي") | ويكي مصدر   | ؟                                                               | "المصدر المفيد في غناء لحج الجديد" (ص. 38)   | 25          | أحمد فضل القمندان                       | | كما هو واضح من العنوان الأصلي لهذه القصيدة، فالشاعر في هذه القصيدة يشيد بالأمير نصر بن شايف الذي قاد معركة لإسترداد منطقة الضالع من قوات الإمامة، وقد نجح في ذلك. وتعتبر ألحان هذه القصيدة من دان الدحيف (نوع موسيقي)، حيث يأتي الشطر الأول منها منسجماً مع النوع الموسيقي من الصوت القصير. |
| "يا خاطري ما شأنك ليه متعوب"                                                                            | ويكي مصدر   | ؟                                                               | "المصدر المفيد في غناء لحج الجديد" (ص. 72)   | 40          |                                         | | |
| "يا رسولي" (العنوان الأصلي:"عندما رمت قنابل الطائرات على الضالع")                                       | ويكي مصدر   | محرم 1347. ما يوافق يونيو/يوليو 1928                            | "المصدر المفيد في غناء لحج الجديد" (ص. 34)   | 16          |                                         | | ألّفها عندما قامت الطائرات البريطانية بقصف الضالع بحجّة إخراج الزيديين منها. |
| "يا زين ليه التقلاب"                                                                                    | ويكي مصدر   | ؟                                                               | "المصدر المفيد في غناء لحج الجديد" (ص. 115)  | 11          |                                         | | |
| "يا سلام"                                                                                               | ويكي مصدر   | ؟                                                               | "المصدر المفيد في غناء لحج الجديد" (ص. 85)   | 6           |                                         | | |
| "يا سلام"                                                                                               | ويكي مصدر   | ؟                                                               | "المصدر المفيد في غناء لحج الجديد" (ص. 84)   | 10          |                                         | | |
| "يا طير كف النياح": (العنوان الأصلي:"نغم يا طير كف النياح")                                             | ويكي مصدر   | ذو الحجة 1349. ما يوافق إبريل/مايو 1931                         | "المصدر المفيد في غناء لحج الجديد" (ص. 43)   | 20          |                                         | | أرسلها إلى محمد الغنيمي التفتازاني في مصر. |
| "يا عنب عاصمي مرحبا بك ويا حيا مية يا خميسان"                                                           | ويكي مصدر"  | شعبان 1357. ما يوافق سبتمبر/أكتوبر 1938                         | "المصدر المفيد في غناء لحج الجديد" (ص. 93)   | 12          |                                         | | |
| "يا غصن في البستان شبه الضيمران"                                                                        | ويكي مصدر   | ربيع الآخر 1356. ما يوافق يونيو/يوليو 1937                      | "المصدر المفيد في غناء لحج الجديد" (ص. 51)   | 8           |                                         | - مسعد أحمد حسين اللحجي. | |
| "يا قلبي تسلى"                                                                                          | ويكي مصدر   | ؟                                                               | "المصدر المفيد في غناء لحج الجديد" (ص. 80)   | 9           |                                         | - مسعد أحمد حسين اللحجي. | |
| "يا قلبي تصبر"                                                                                          | ويكي مصدر   | ؟                                                               | "المصدر المفيد في غناء لحج الجديد" (ص. 112)  | 27          |                                         | | |
| "يا ليلة النور"                                                                                         | ويكي مصدر   | ؟                                                               | "المصدر المفيد في غناء لحج الجديد" (ص. 75)   | 14          | أحمد فضل القمندان                       | - فضل محمد اللحجي. - عمر محفوظ غابه.                                                                                              | |
| "يا مرحبا بالهاشمي"                                                                                     | ويكي مصدر   | ذو القعدة 1336. ما يوافق أغسطس/سبتمبر 1918                      | "المصدر المفيد في غناء لحج الجديد" (ص. 48)   | 8           |                                         | | |
| "يا مرحبا بالهاشمي"                                                                                     | ويكي مصدر   | رجب 1340. ما يوافق فبراير/مارس 1922                             | "المصدر المفيد في غناء لحج الجديد" (ص. 50)   | 9           |                                         | | |
| "يا مرحبا بالهاشمي"                                                                                     | ويكي مصدر   | شوال 1336. ما يوافق يوليو/أغسطس 1918                            | "المصدر المفيد في غناء لحج الجديد" (ص. 47)   | 14          |                                         | | |
| "يا منيتي يا سلا خاطري"                                                                                 | ارفعها هنا! | ؟                                                               | —                                            | ؟           |                                         | | |
| "يا وليد يا نينوه"                                                                                      | ويكي مصدر   | 1354 في التقويم الهجري. ما يوافق 1936/1935 في التقويم الميلادي. | "المصدر المفيد في غناء لحج الجديد" (ص. 67)   | 14          | - فضل محمد اللحجي                       | - مسعد أحمد حسين اللحجي. - عمر محفوظ غابه. - فيصل علوي.                                                                           | |
| "ياسين يا زين ياسين"                                                                                    | ويكي مصدر   | شعبان 1357. ما يوافق سبتمبر/أكتوبر 1938                         | "المصدر المفيد في غناء لحج الجديد" (ص. 95)   | 9           |                                         | | |
| "ياما بحالي قل لذول العنب"                                                                              | ويكي مصدر   | ؟                                                               | "المصدر المفيد في غناء لحج الجديد" (ص. 81)   | 16          |                                         | - مسعد أحمد حسين اللحجي. | |
| "يهناك طيب المحبة يا ورش"                                                                               | ويكي مصدر   | ؟                                                               | "المصدر المفيديد في غناء لحج الجديد" (ص. 83) | 9           | —                                       | | |

### هوامش
1. ↑  شعر الغناء اليمني، ص. 554-555
2. ↑  فضل عوض عوزر، ص. 45-48
3. ↑  فضل عوض عوزر، ص. 48-51
4. 1 2 3  أحمد فضل العبدلي (تاريخ حياتي)، ص. 14-15
5. ↑  طرب لحجي: يقولوا لي نسي حبك. جمال السيد. مقال نشر في صحيفة عدن الغد. تاريخ الوصول: 21 سبتمبر 2015. اقتباس: «من ألحانه: (طاب السمر يا زين) ، (البدرية) و(سال لِحْسان)» نسخة محفوظة 17 ديسمبر 2019 على موقع واي باك مشين.
6. ↑  في ذكرى وفاته الثانية..محمد مرشد ناجي يرحل حاملا معه قصيدة النعمان. نجيب محمد يابلي. مقال نشر في صحيفة الأيام. تاريخ الوصول: 21 سبتمبر 2015 [وصلة مكسورة] نسخة محفوظة 4 مارس 2020 على موقع واي باك مشين.
7. ↑  فضل عوض عوزر، ص. 36-37
8. 1 2 3  عبده عبد الكريم، ص. 42
9. ↑  أحمد فضل العبدلي، ص. 13
10. ↑  أحمد فضل العبدلي (المصدر المفيد)، ص. 13
11. ↑  أحمد فضل العبدلي، ص. 15
12. ↑  أحمد فضل العبدلي، ص. 19
13. ↑  أحمد فضل العبدلي، ص. 29
14. ↑  باتحمم على شاطي البحيرة. فيصل علوي. على موقع anoomi. تاريخ الوصول: 22 سبتمبر 2015نسخة محفوظة 29 سبتمبر 2015 على موقع واي باك مشين.
15. ↑  ألبوم كامل وصوفه لعبود خواجة. على موقع yala. تاريخ الوصول: 22 سبتمبر 2015 [وصلة مكسورة] نسخة محفوظة 4 مارس 2016 على موقع واي باك مشين.
16. 1 2  عبود خواجة… غنى الحضرمي والعدني فأشعل “الدسمة” طرباً تفاعل جماهيري غير مسبوق قاده الرويشد والملا والعماري في أمسية "لوياك". فالح العنزي. على موقع خليج24. تاريخ الوصول: سبتمبر 2015. اقتباس: «واطرب الجمهور بمجموعة اخرى من الاعمال منها “يا ورد يا كادي” و”كل شيء فيك زين” و “بتحمم على شاطي البحيرة» نسخة محفوظة 28 سبتمبر 2015 على موقع واي باك مشين.
17. ↑  سامحني وانا باتوب. فيصل علوي. على موقع anoomi. تاريخ الوصول: 22 سبتمبر 2015 نسخة محفوظة 4 مارس 2020 على موقع واي باك مشين.
18. ↑  سامحني وانا باتوب. أيوب طارش. على موقع anoomi. تاريخ الوصول: 23 سبتمبر 2015نسخة محفوظة 28 سبتمبر 2015 على موقع واي باك مشين.
19. ↑  يا مُسك يا عنبر. فيصل علوي. على موقع Anoomi. تاريخ الوصول: 24 سبتمبر 2015 نسخة محفوظة 4 مارس 2016 على موقع واي باك مشين.
20. 1 2 3 4 5 6 7 8  محمد مرشد ناجي، ص. 189
21. ↑  طرب لحجي: يا شاكي غرامك قلبك لك غريم. جمال السيد. موقع صحيفة عدن الغد. تاريخ الوصول: 24 سبتمبر 2015. اقتباس: «من أغانية المسجلة بإذاعة وتلفزيون عدن: ( إذا رأيت على شمسان في عدن)» نسخة محفوظة 28 سبتمبر 2015 على موقع واي باك مشين.
22. ↑  اغنية تاج شمسان. مجموعة إنشاد عدن. على موقع طربيات. تاريخ الوصول: 24 سبتمبر 2015 نسخة محفوظة 28 سبتمبر 2015 على موقع واي باك مشين.
23. 1 2  اليمن (الموسيقى في-). صميم الشريف. ورقة بحث ضُمِّنت في الموسوعة العربية. الموسيقى والسينما والمسرح. المجلد الثاني والعشرين، ص. 541 نسخة محفوظة 06 أغسطس 2017 على موقع واي باك مشين.
24. ↑  عبد الفتاح الحكيمي، ص. 213-214
25. ↑  أحمد فضل العبدلي، ص. 28
26. ↑  [اغنيه حالي واعنب رازقي]. فضل محمد اللحجي. علة موقع النافذة اليمنية. تاريخ الوصول: 24 سبتمبر 2015
27. ↑  محمد البكري، ص. 137
28. ↑  عنب رازقي. فيصل علوي. على موقع طربيات. تاريخ الوصول: 24 سبتمبر 2015 نسخة محفوظة 10 يناير 2017 على موقع واي باك مشين.
29. ↑  حالي واعنب رازقي عبود خواجة أغاني يمنية. على موقع errorisme. تاريخ الوصول: 24 سبتمبر 2015. نسخة محفوظة 28 سبتمبر 2015 على موقع واي باك مشين.
30. ↑  حالي وا عنب رازقي. عمر الهدار. على موقع طربيات. تاريخ الوصول: 24 سبتمبر 2015 نسخة محفوظة 22 سبتمبر 2016 على موقع واي باك مشين.
31. ↑  اغنيه حالي واعنب رازقي. يحيى عنبه. على موقع النافذة اليمنية. تاريخ الوصول: 24 سبتمبر 2015 نسخة محفوظة 28 سبتمبر 2015 على موقع واي باك مشين.
32. ↑  حالي يا عنب رازقي - سالم أحمد بامدهف. على موقع النافذة اليمنية. تاريخ الوصول: 25 سبتمبر 2015 نسخة محفوظة 28 سبتمبر 2015 على موقع واي باك مشين.
33. ↑  رجال في ذاكرة التاريخ ..سالم أحمد بامدهف: تميز بتقديم الروائع بآلة العود. مقال نشر في صحيفة الأيام. 6 يوليو 2014. تاريخ الولوج: 26 سبتمبر 2015 نسخة محفوظة 17 نوفمبر 2016 على موقع واي باك مشين. [وصلة مكسورة]
34. ↑  يا عسل نوب. خديجة معاذ. على موقع نغم الغربية. تاريخ الوصول: 24 سبتمبر 2015 نسخة محفوظة 28 سبتمبر 2015 على موقع واي باك مشين. [وصلة مكسورة]
35. ↑  حالي يا عسل نوب. أحمد بن أحمد قاسم. على موقع النافذة اليمنية. تاريخ الوصول: 24 سبتمبر 2015 نسخة محفوظة 10 مارس 2016 على موقع واي باك مشين.
36. ↑  دراسة المؤتمر العام الأول، ص. 91-94
37. 1 2  طرب لحجي : دام الهنا. جمال السيِّد. مقال نشر على صحيفة عدن الغد. تاريخ الولوج: 25 سبتمبر 2015 نسخة محفوظة 28 سبتمبر 2015 على موقع واي باك مشين.
38. ↑  كلمات ذنوب سيدي ذنوب. فيصل علوي. على موقع فنانين.نت. تاريخ الولوج: 25 سبتمبر 2015 نسخة محفوظة 25 مارس 2016 على موقع واي باك مشين.
39. ↑  الرقصات الشعبية في لحج. شيماء صالح باسيد. مقال نشر في صحيفة عدن الغد. تاريخ الولوج: 25 سبتمبر 2015. اقتباس: «ومن أغاني هذه الرقصة أغنية ليتني ياحبيبي والتي غناها المبدع فضل محمد اللحجي» نسخة محفوظة 28 سبتمبر 2015 على موقع واي باك مشين.
40. ↑  ليتني واحبيبي. فضل محمد اللحجي. على موقع النافذة اليمنية. تاريخ الولوج: 25 سبتمبر 2015 نسخة محفوظة 28 سبتمبر 2015 على موقع واي باك مشين.
41. ↑  ليتني واحبيبي. عبود خواجة. على موقع النافذة اليمنية. تاريخ الولوج: 25 سبتمبر 2015 نسخة محفوظة 28 سبتمبر 2015 على موقع واي باك مشين.
42. ↑  تاريخ حياتي. أحمد فضل العبدلي. سيرة ذاتية صغيرة. نُشرت للمرة الأولى في 1989، ضمن ملفات "مهرجان القمندان الأمير أحمد فضل العبدلي"، الطبعة الأولى - بيروت
43. ↑  يا مولى الشراع. عبود خواجة. على موقع النافذة اليمنية. تاريخ الولوج: 25 سبتمبر 2015 نسخة محفوظة 28 سبتمبر 2015 على موقع واي باك مشين.
44. 1 2 3 4  محمد مرشد ناجي، ص. 184
45. ↑  سرى الهوى. فيصل علوي. على موقع النافذة اليمنية. تاريخ الولوج: 25 سبتمبر 2015 نسخة محفوظة 07 مارس 2016 على موقع واي باك مشين.
46. ↑  صابر على عهدي. عبود خواجة على موقع النافذة اليمنية. تاريخ الولوج: 25 سبتمبر 2015 نسخة محفوظة 28 سبتمبر 2015 على موقع واي باك مشين.
47. 1 2  دراسة المؤتمر العام الأول، ص. 93
48. 1 2 3 4 5 6 7  محمد مرشد ناجي، ص. 185
49. ↑  صادت عيون المها. فضل محمد اللحجي. على موقع النافذة اليمنية. تاريخ الولوج: 25 سبتمبر 2015 نسخة محفوظة 28 سبتمبر 2015 على موقع واي باك مشين.
50. ↑  صادت عيون المها. محمد مرشد ناجي. على موقع النافذة اليمنية. تاريخ الولوج: 25 سبتمبر 2015 نسخة محفوظة 28 سبتمبر 2015 على موقع واي باك مشين.
51. ↑  هل أعجبك يوم (صادت عيون المها)، فيصل علوي. على موقع طربيات. تاريخ الولوج: 1 مارس 2016 نسخة محفوظة 17 ديسمبر 2016 على موقع واي باك مشين.
52. ↑  محسن باعديل، ص. 15-18
53. ↑  محمد البكري، ص. 95
54. ↑  طبت يالمظنون. فيصل علوي. على موقع النافذة اليمنية. تاريخ الولوج: 25 سبتمبر 2015 نسخة محفوظة 28 سبتمبر 2015 على موقع واي باك مشين.
55. ↑  طبت يالمظنون. عبد القادر بامخرمة. على موقع النافذة اليمنية. تاريخ الولوج: 25 سبتمبر 2015 نسخة محفوظة 09 مارس 2016 على موقع واي باك مشين.
56. ↑  طبت يالمظنون. أحمد الشلن. على موقع anoomi. تاريخ الولوج: 25 سبتمبر 2015نسخة محفوظة 30 سبتمبر 2015 على موقع واي باك مشين.
57. ↑  طلبنا الله. فيصل علوي. على موقع anoomi. تاريخ الولوج: 25 سبتمبر 2015 نسخة محفوظة 4 مارس 2020 على موقع واي باك مشين.
58. ↑  أحمد فضل العبدلي، ص. 30
59. ↑  دراسة المؤتمر العام الأول للتراث، ص. 64
60. ↑  فضل عوض عوزر، ص. 45
61. ↑  كمال حسين منيعم، ص. 37
62. ↑  أحمد فضل العبدلي، ص. 32
63. ↑  دراسة المؤتمر العام الأول للتراث، ص. 61
64. ↑  أحمد فضل العبدلي، ص. 22
65. ↑  عسى ساعة. فيصل علوي. على موقع طربيات. تاريخ الولوج: 26 سبتمبر 2015 نسخة محفوظة 22 يوليو 2017 على موقع واي باك مشين.
66. ↑  عبود خواجة - ساعة هنية. على موقع qmusica. تاريخ الولوج: 25 سبتمبر 2015 نسخة محفوظة 17 ديسمبر 2019 على موقع واي باك مشين.
67. ↑  محسن باعديل، ص. 20
68. ↑  شني يا مطر. فيصل علوي. على موقع اطربني. تاريخ الولوج: 26 سبتمبر 2015 نسخة محفوظة 23 ديسمبر 2017 على موقع واي باك مشين.
69. ↑  دراسة المؤتمر العام الأول، ص. 87
70. ↑  عياش الشاطري، ص. 11-13
71. 1 2  مسكين ذا القلب. فيصل علوي. على موقع qmusica. تاريخ الولوج: 26 سبتمبر 2015 نسخة محفوظة 17 ديسمبر 2019 على موقع واي باك مشين.
72. 1 2  غزلان في الوادي. فيصل علوي. على موقع فنانين.نت. تاريخ الولوج: 26 سبتمبر 2015 نسخة محفوظة 01 نوفمبر 2017 على موقع واي باك مشين.
73. ↑  محمد البكري، ص. 244
74. ↑  غزلان في الوادي. عمر الهدار. على موقع طربيات. تاريخ الولوج: 26 سبتمبر 2015 نسخة محفوظة 22 سبتمبر 2016 على موقع واي باك مشين.
75. ↑  غزلان في الوادي. عبد القادر بامخرمة. على موقع النافذة اليمنية. تاريخ الولوج: 26 سبتمبر 2015 نسخة محفوظة 06 مارس 2016 على موقع واي باك مشين.
76. ↑  غزلان في الوادي. محسن أحمد مهدي. على موقع النافذة اليمنية. تاريخ الولوج: 26 سبتمبر 2015 نسخة محفوظة 28 سبتمبر 2015 على موقع واي باك مشين.
77. 1 2  خالد محمد القاسمي، الأواصر الغنائية بين اليمن والخليج، دار الحداثة-بيروت، الطبعة الثانية، 1988.
78. ↑  أحمد فضل العبدلي، ص. 40
79. ↑  سيره دلا يا مرغدد من البانه. فيصل علوي. على موقع يوتيوب. تاريخ الولوج: 26 سبتمبر 2015 نسخة محفوظة 03 أبريل 2016 على موقع واي باك مشين.
80. ↑  قفيت واناسع القامة. عبد القادر بامخرمة. على موقع النافذة اليمنية. تاريخ الولوج: 26 سبتمبر 2015 نسخة محفوظة 28 سبتمبر 2015 على موقع واي باك مشين.
81. ↑  محمد البكري، ص. 268
82. ↑  محمد مرشد ناجي، ص. 182
83. ↑  لما متى تبكي ياقلبي المجروح. فيصل علوي. على موقع QMusica. تاريخ الولوج: 26 سبتمبر 2015 نسخة محفوظة 17 ديسمبر 2019 على موقع واي باك مشين.
84. ↑  لما متى تبكي يا قلبي المجروح. موضي الشمراني. على موقع طربيات. تاريخ الولوج: 26 سبتمبر 2015 نسخة محفوظة 17 يوليو 2017 على موقع واي باك مشين.
85. ↑  لما متى تبكي. عبود خواجة. على موقع النافذة اليمنية. تاريخ الولوج: 26 سبتمبر 2015 نسخة محفوظة 28 سبتمبر 2015 على موقع واي باك مشين.
86. ↑  لما متى تبكي. تركي العبد الله. على موقع طربيات. تاريخ الولوج: 26 سبتمبر 2015 نسخة محفوظة 28 سبتمبر 2015 على موقع واي باك مشين.
87. 1 2  عبد القوي محمد صنعاني، ص. 115
88. 1 2  قلي ليش واسيدي. فيصل علوي. على موقع فنانين.نت. تاريخ الولوج: 26 سبتمبر 2015. نسخة محفوظة 30 أكتوبر 2017 على موقع واي باك مشين.
89. ↑  سامحني ونا باتوب. أيوب طارش عبسي. على موقع النافذة اليمنية. تاريخ الولوج: 26 سبتمبر 2015 نسخة محفوظة 28 سبتمبر 2015 على موقع واي باك مشين.
90. ↑  ليه الجفا. فيصل علوي. على موقع طربيات. تاريخ الولوج: 26 سبتمبر 2015 نسخة محفوظة 22 يوليو 2017 على موقع واي باك مشين.
91. ↑  ليه الجفا ما شان. عبود خواجة. على موقع النافذة اليمنية. تاريخ الولوج: 26 سبتمبر 2015 نسخة محفوظة 28 سبتمبر 2015 على موقع واي باك مشين.
92. ↑  ليه الجفا ما شان. جميلة سعد. على موقع النافذة اليمنية. تاريخ الولوج: 26 سبتمبر 2015 نسخة محفوظة 28 سبتمبر 2015 على موقع واي باك مشين.
93. ↑  ليه الجفا ما شان. محمد باسويد. على موقع النافذة اليمنية. تاريخ الولوج: 26 سبتمبر 2015 نسخة محفوظة 09 مارس 2016 على موقع واي باك مشين.
94. ↑  ليه الجفا. بيحان محمد علوي. على موقع النافذة اليمنية. تاريخ الولوج: 26 سبتمبر 2015 نسخة محفوظة 05 مارس 2016 على موقع واي باك مشين.
95. ↑  أحمد فضل العبدلي، ص. 25
96. 1 2  محمد أحمد بن عيسى، ص. 56-58
97. ↑  يا ورد يا كاذي. فيصل علوي. على موقع طربيات. تاريخ الولوج: 26 سبتمبر 2015 نسخة محفوظة 22 يوليو 2017 على موقع واي باك مشين.
98. ↑  يا ورد يا كادي. جعفر حسن. على موقع سمعنا. تاريخ الولوج: 26 سبتمبر 2015 نسخة محفوظة 16 ديسمبر 2016 على موقع واي باك مشين.
99. ↑  يا ورد يا كادي. دخون. على موقع نغم الغربية. تاريخ الولوج: 26 سبتمبر 2015 نسخة محفوظة 28 سبتمبر 2015 على موقع واي باك مشين. [وصلة مكسورة]
100. ↑  محمد البكري، ص. 341
101. ↑  محمد البكري، ص. 356
102. 1 2  محمد البكري، ص. 374
103. ↑  محمد مرشد ناجي، ص. 185، ص. 189
104. 1 2  محسن باعديل، ص. 18-19
105. ↑  أحمد فضل العبدلي، ص. 38
106. ↑  أحمد فضل العبدلي، ص. 34
107. ↑  أحمد فضل العبدلي، ص. 43
108. 1 2  محمد البكري، ص. 441